# Unterholz, Labot
Unterholz je naselje v Občini Labot v Okraju Volšperk na Koroškem v Avstriji.